# Кобзарський цех (короткометражний фільм)
«Кобзарський цех» — український драматичний короткометражний фільм 2018 року, знятий режисером Віктором Придуваловим, виробництва компанії Вавилон, за підтримки Держкіно.

## Сюжет
Братчики Кобзарського цеху вирушають до лісу, щоб знайти дерево для виготовлення кобзи — українського народного інструмента. У фільмі показані всі етапи цього традиційного процесу. Разом із ними в подорож відправляється донька одного з братчиків, Настуня, яка втратила голос після смерті матері. З того часу вона лише мугикає свої мелодії. Коли кобза готова, братчики вирушають на концерт на честь воїнів АТО. Під час виступу відбувається диво — Настуні повертається голос, і вона вперше після втрати співає.

## У ролях
- Тарас Компаніченко — братчик кобзарського цеху Тарас
- Анастасія Багінська — дівчинка Настуся
- Кирило Тараненко — хлопчик Славко
- Олег Драч — водій позашляховика
- Іван Кушнір — братчик кобзарського цеху Іван
- Василь Жованик — братчик кобзарського цеху Василь

## Знімальна група
- Віктор Придувалов — режисер-постановник, режисер монтажу
- Наталія Рудюк — автор сценарію
- Євген Креденцер — оператор-постановник
- Зінаїда Кубар — художник-постановник
- Євген Петрусенко — звукорежисер
- Тарас Компаніченко (Хорея Козацька) — композитор
- Сергій Півненко — оператор
- Віктор Сема — директор фільму
- Андрій Різоль — продюсер
- Святослав Різоль — продюсер